# Gomphandra quadrifida
Gomphandra quadrifida är en järneksväxtart som först beskrevs av Carl Ludwig von Blume, och fick sitt nu gällande namn av Hermann Sleumer. Gomphandra quadrifida ingår i släktet Gomphandra och familjen Stemonuraceae.

## Underarter
Arten delas in i följande underarter:
- G. q. angustifolia
- G. q. maingayi
- G. q. ovalifolia
- G. q. triplinervis